# 达里尔·博伊尔
达里尔·博伊尔（英語：Daryl Boyle，1987年2月24日—），德国男子冰球运动员，场上位置是后卫。他曾代表德国国家队参加2018年冬季奥林匹克运动会冰球比赛，获得一枚银牌。